# Resolució 1602 del Consell de Seguretat de les Nacions Unides
La Resolució 1602 del Consell de Seguretat de les Nacions Unides fou adoptada per unanimitat el 31 de maig de 2005. Després de recordar les resolucions 1545 (2004), 1565 (2004), 1577 (2004) i 1596 (2005) sobre la situació a Burundi, el Consell va ampliar el mandat de l'Operació de les Nacions Unides a Burundi (UNOB) durant un període de sis mesos fins l'1 de desembre de 2005.

## Resolució

### Observacions
El Consell de Seguretat va reiterar el seu suport a l'Acord de pau i reconciliació signat a Arusha el 2000, i va demanar a les parts interessades que respectessin els seus compromisos en virtut de l'acord. Va destacar els esdeveniments positius que s'havien produït des que es va desplegar la missió de l'UNOB, incloent l'aprovació d'una constitució en un referèndum i la signatura d'un acord de pau entre el president Domitien Ndayizeye i el líder del grup rebel Palipehutu-FNL. A més, es va acollir la imminent celebració d'eleccions, juntament amb la reforma del sector de la seguretat i es va fomentar la major participació de les dones en la política.
Mentrestant, totes les violències, violacions dels drets humans i la massacre de civils a Gatumba van ser condemnades. El Consell va considerar que posar fi a la impunitat era essencial per portar la pau a la regió dels Grans Llacs africans.

### Actes
Actuant sota el Capítol VII de la Carta de les Nacions Unides, el Consell convida a les parts de Burundi a assegurar l'estabilitat del país durant el període de transició i la reconciliació nacional. Esperava un informe de l'informe del secretari general Kofi Annan sobre el paper de les Nacions Unides i Burundi i de quina manera podria donar suport al procés de pau, inclosa una possible reestructuració del mandat i força d'UNOB. A més, el Consell esperava amb interès la proposta del Secretari General d'establir un mecanisme de suport post-transicional a Burundi.
Finalment, el Consell de Seguretat va acollir amb beneplàcit els intents d'UNOB de posar en pràctica la tolerància zero en la política d'explotació sexual, i es va demanar al Secretari General que informés sobre la situació a Burundi en intervals regulars.